# Simão Jatene
Simão Robison Oliveira Jatene (Belém do Pará, 2 de abril de 1949) es un político y economista brasileño, afiliado al PL.
Llegó a ser gobernador del estado de Pará tras las elecciones de 2002. En dichas elecciones consiguió el 34,79% de los votos en la primera vuelta, aumentando esta cantidad al 51,72% en la segunda vuelta, consiguiendo por tanto una estrecha victoria frente a la candidata del PT, Maria do Carmo. Además contó con el apoyo del gobernador saliente, Almir Gabriel. Su vicegobernadora, por otro lado, fue Valéria Vinagre Pires Franco, del PFL.
Fue elegido gobernador del estado de Pará por segunda vez en 2010 por el PSDB, al vencer a la candidata del PT, Ana Júlia Carepa, con un 48,92% en primera vuelta, y un 55,74% en segunda vuelta. Él asumió el cargo de gobernador en enero de 2011.
| Predecesor: Almir Gabriel | Gobernador del estado de Pará 2003 - 2006 | Sucesor: Ana Júlia Carepa |

| Predecesor: Ana Júlia Carepa | Gobernador del estado de Pará 2011 - 2019 | Sucesor: Helder Barbalho |

- Datos: Q7521412
- Multimedia: Simão Jatene / Q7521412